# Devayani (plesačica)
Za lik iz hinduističke mitologije, pogledajte „Devayani”.
Annick Chaymotty — poznatija kao Devayānī (देवयानी) — francuska je plesačica koja pleše koristeći klasični indijski stil plesa zvan bharatanatyam (பரதநாட்டியம்). Nastupala je u Indiji, Velikoj Britaniji, Francuskoj, Njemačkoj, Španjolskoj, Italiji, Grčkoj, Portugalu, Skandinaviji, Estoniji i Južnoj Koreji. Godine 2009., Devayani je dobila nagradu Padma Shri.

## Osobni život
Devayānīn dugogodišnji partner je M. M Kohli.

## Nagrade
- Award for exemplary contribution to the Art and Tradition of Bharata Natyam (1987.)
- Award for Exemplary contribution to the Art and Tradition of Bharata Natyam (1988.)
- Award for Achievement of Excellence (1998.)
- Top Cultural Ambassador Award for Excellence (2004.)
- National Women Excellence Award (2008.)
- Padma Shri (2009.)